# Великі Бесіди (Логойський район)
Великі Бесіди — (біл. вёска Вялікія Бесяды), село (веска) в складі Логойського району розташоване в Мінській області Білорусі, підпорядковане Янушковицькій сільській раді.
Село Великі Бесіди розташоване в центральних районах Білорусі, у північній частині Мінської області - орієнтовне розташування [Архівовано 11 червня 2020 у Wayback Machine.].